# Tercera Batalla de Gaza

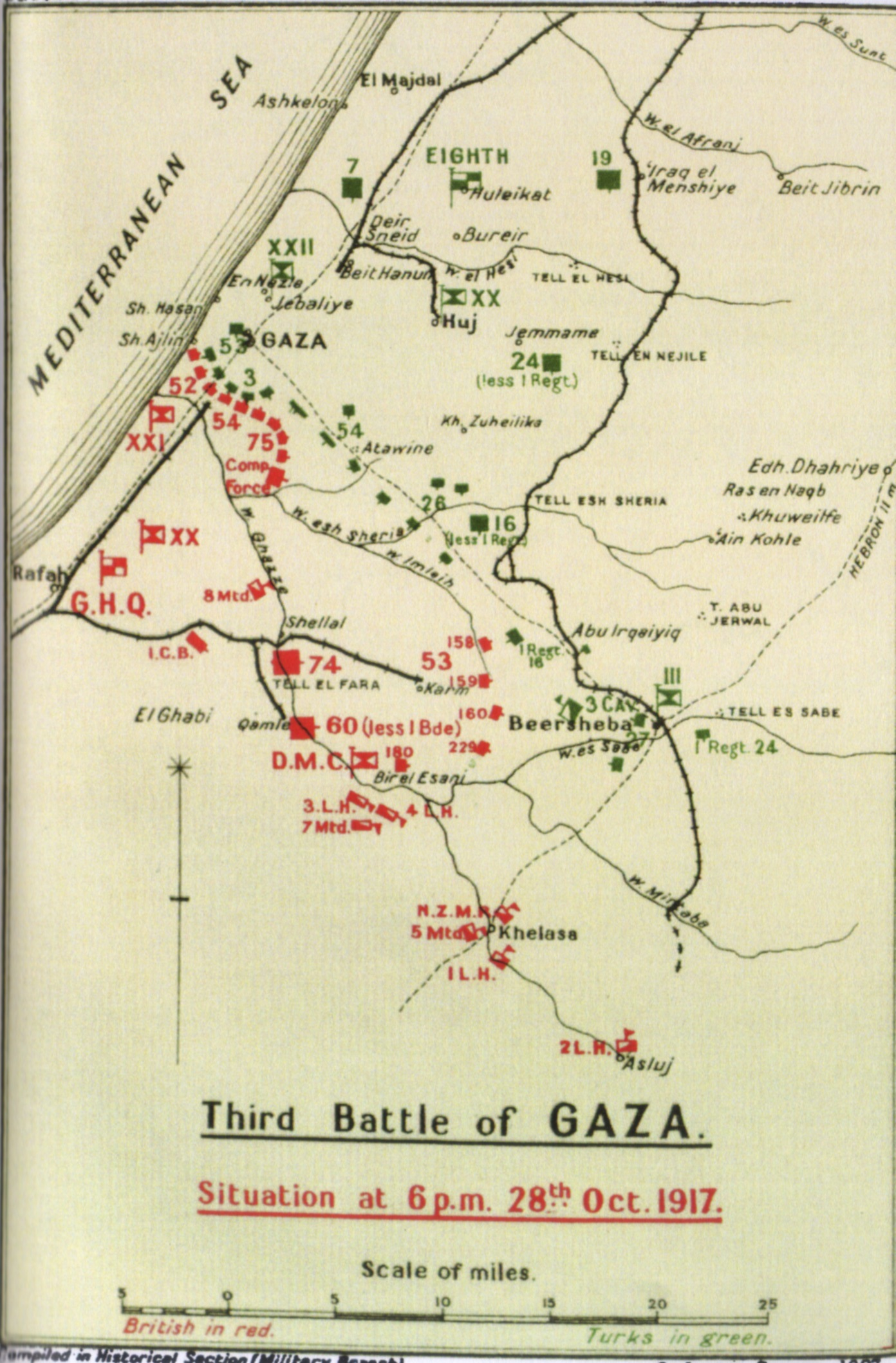
Mapa de la Tercera Batalla de Gaza

La Tercera Batalla de Gaza tuvo lugar en la noche del 1 al 2 de noviembre de 1917 entre fuerzas británicas y otomanas durante la Campaña de Sinaí y Palestina de la Primera Guerra Mundial, y llegó después de que la victoria de las Fuerzas Expedicionarias Egipcias (EEF) en la batalla de Beersheba hubiese acabado con el punto muerto en que se encontraba la campaña de Palestina. La batalla tuvo lugar al inicio de la Ofensiva del Sur de Palestina, y junto con los ataques a Hareira y Sheria los días 6 y 7 de noviembre y la batalla en curso de Tel el Khuweilfe que había sido lanzada por el general Edmund Allenby el 1 de noviembre, consiguió finalmente romper la línea defensiva entre Gaza y Beersheba a cargo del Grupo del Ejército Yildirim. A pesar de haber aguantado la línea desde marzo de 1917, el ejército otomano se vio forzado a evacuar Gaza y Tel el Khuweilfe durante la noche del 6 al 7 de noviembre. Solamente Sheria pudo aguantar durante gran parte del 7 de noviembre antes de ser capturada también.
Tras las derrotas británicas en la primera y segunda batalla de Gaza en marzo y abril de 1917, tanto el Teniente General Philip Chetwode, al mando de la Fuerza Oriental de las EEF, como las tropas otomanas de Kress von Kressenstein habían adoptado una postura defensiva que llevó a un punto muerto en la Palestina meridional. Se fortalecieron las posiciones atrincheradas aproximadamente sobre las líneas resultantes tras la segunda batalla, y ambos bandos realizaron reconocimientos regulares a caballo por el flanco oriental abierto. A finales de junio, Allenby sustituyó al general Archibald Murray como comandante de las EEF, a las que rápidamente reorganizó. El Cuarto ejército Otomano también fue reestructurado más o menos por la misma época. Ya que el punto muerto continuaba en condiciones terribles durante del verano, los refuerzos empezaron a llegar para reemplazar al gran número de bajas padecido por las EEF durante las anteriores batallas por Gaza. Varias divisiones adicionales se unieron a ellos. Los defensores otomanos también se reforzaron por aquellas fechas, y ambos bandos llevaron a cabo entrenamientos mientras se encargaban de las líneas del frente y controlaban el flanco oriental abierto. A mediados de octubre, mientras la batalla de Passchendaele continuaba en el Frente Occidental, los últimos refuerzos británicos llegaron y las preparaciones de Allenby para comenzar una campaña de maniobras tocaron a su fin.

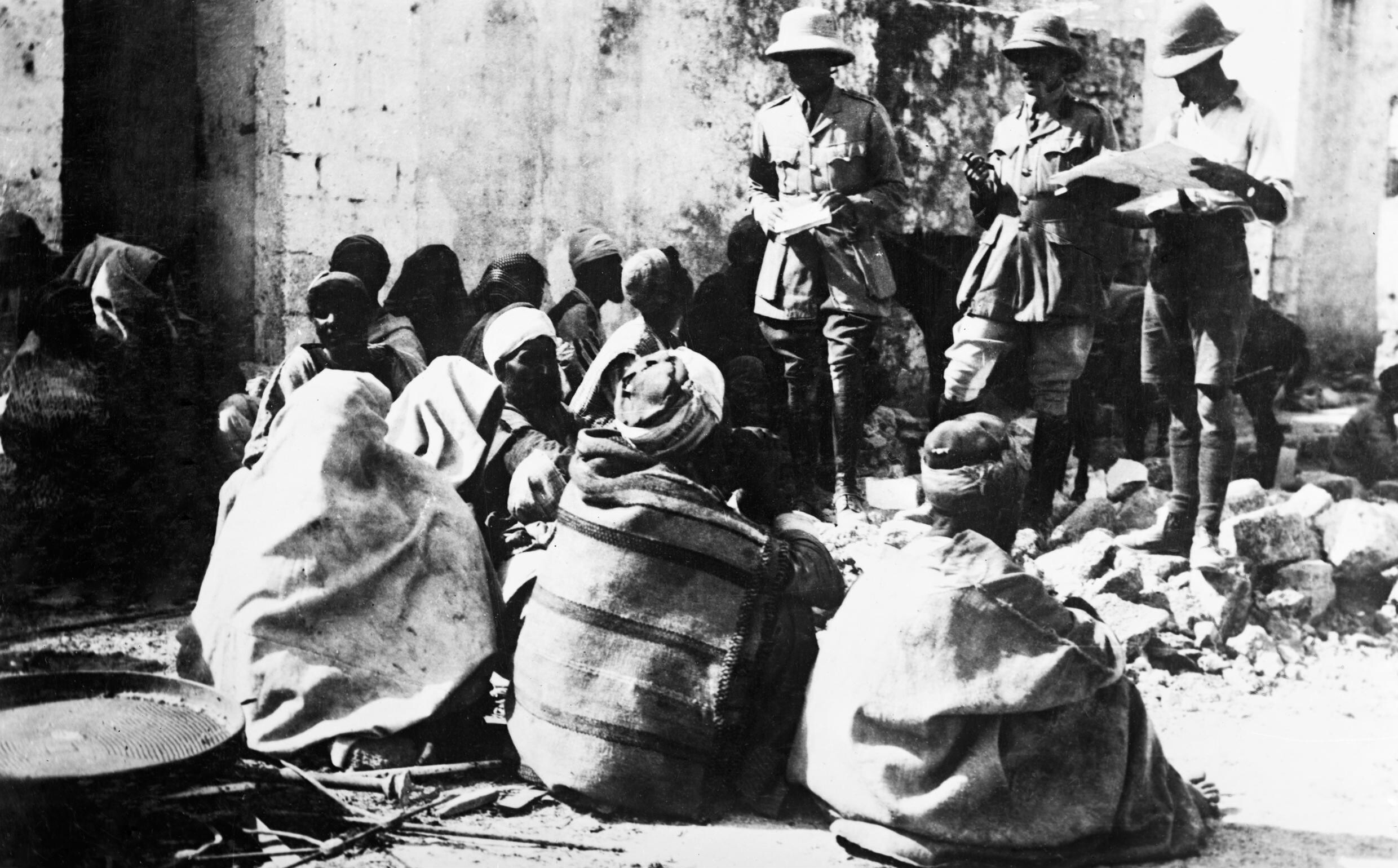
Oficiales británicos interrogan a aldeanos tras la Tercera Batalla de Gaza

Con anterioridad a la segunda batalla de Gaza, la ciudad se había convertido en una moderna y poderosa fortaleza con trincheras, alambradas y un glacis en sus márgenes sur y sureste. Una serie de fortificaciones, apoyadas entre sí por artillería, ametralladoras y rifles, se extendía hacia el este desde Gaza, hasta unos 6,4 kilómetros de Beersheba. Desde el 27 de octubre, las EEF comenzaron un bombardeo intenso y casi continuo de Gaza. El XXI Cuerpo de las EEF, encargado de la sección de Gaza, permaneció prácticamente pasivo hasta la noche del 1 al 2 de noviembre, cuando se lanzaron una serie de decididos ataques nocturnos contra las defensas de Gaza. Aun así, estos ataques solo tuvieron un éxito parcial debido a la fuerza de la guarnición. El bombardeo de Gaza se intensificó el 6 de noviembre y durante esa noche se lanzaron exitosos ataques sobre varios de los atrincheramientos. En la mañana de 7 de noviembre se descubrió que Gaza había sido evacuada por la noche. La línea defensiva de Gaza a Beersheba cayó como consecuencia y el séptimo y octavo ejército otomano se vieron obligados a retirarse. Tras varias batallas durante la persecución, las EEF capturaron Jerusalén el 9 de diciembre de 1917.

## Citas
- Datos: Q941322
- Multimedia: Third Battle of Gaza / Q941322